# Chính sách thị thực của Djibouti
Tất cả du khách đến Djibouti đều phải xin thị thực tại cửa khẩu hoặc phái bộ ngoại giao Djibouti trừ khi họ đến từ một trong những quốc gia được miễn thị thực.

## Miễn thị thực
Công dân của  Singapore không cần thị thực để đến Djibouti.
Công dân  Trung Quốc có hộ chiếu phổ thông với mục đích công vụ cũng được miễn thị thực.

## Thị thực tại cửa khẩu
Thị thực được cấp sau khi kiểm tra thận trọng tại cơ quan nhập cư Djibouti. Du khách với hộ chiếu còn hiệu lực tối thiểu 6 tháng có thể xin thị thực tại cửa khẩu. Họ phải có vé máy bay chuyến tiếp theo. Thị thực được cấp lên đến 1 tháng, 3 tháng hoặc 6 tháng.